# The Power of Kroll
The Power of Kroll (El poder de Kroll) es el quinto serial de la 16.ª temporada de la serie británica de ciencia ficción Doctor Who, emitido originalmente en cuatro episodios semanales del 23 de diciembre de 1978 al 13 de enero de 1979. Es el quinto serial de la historia The Key to Time.

## Argumento
El Cuarto Doctor y Romana llegan a la tercera luna de Delta Magna, buscando el penúltimo fragmento de la Llave del Tiempo, y se encuentran atrapados en medio de una disputa entre los trabajadores de una minería de metano y los nativos (conocidos como los "Pantanosos"). Los Pantanosos afirman que los trabajadores han perturbado las aguas, y que provocarán la ira de Kroll. Resulta que Kroll es un calamar gigante que sale cada pocos siglos. Una vez fue de tamaño normal, pero se tragó el fragmento de la Llave del Tiempo y comenzó a crecer hasta convertirse en un dios para los Pantanosos y sus descendientes.

## Producción
| Episodio    | Fecha de emisión        | Duración | Espectadores en millones | Estado en el archivo  |
| ----------- | ----------------------- | -------- | ------------------------ | --------------------- |
| Episodio 1  | 23 de diciembre de 1978 | 23:16    | 6,5                      | Cinta original en PAL |
| Episodio 2  | 30 de diciembre de 1978 | 23:57    | 12,4                     | Cinta original en PAL |
| Episodio 3  | 6 de enero de 1979      | 21:56    | 8,9                      | Cinta original en PAL |
| Episodio 4  | 13 de enero de 1979     | 21:58    | 9,9                      | Cinta original en PAL |
| [ 1 ] [ 2 ] |                         |          |                          |                       |

La historia se emitió en la temporada de Navidad y Año Nuevo de 1978-1979, provocando unas audiencias mayores a lo habitual para el episodio dos, transmitido el 30 de diciembre. Cuando el editor de guiones Anthony Read pidió a Robert Holmes que escribiera la historia, sólo le puso dos peticiones: que incluyera el monstruo más grande en la historia de la serie y que Holmes minimizara el humor que caracterizaba muchos de los guiones de aquella época. Este segundo requisito fue una petición de las altas esferas de la BBC. Los títulos provisionales de la historia fueron Moon of Death (La luna de la muerte) y Horror of the Swamp (El horror del pantano). Holmes dijo que consideraba un error la idea de un monstruo gigante teniendo en cuenta las restricciones de presupuesto en la BBC, y calificó The Power of Kroll como la historia de Doctor Who que menos le gustaba de las suyas.
El largo rodaje en exteriores se hizo en Snape, Suffolk alrededor del río Alde del lunes 18 de septiembre de 1978 para representar los pantanos del guion. Se dedicaron nueve días de rodaje al serial, incluyendo dos rodajes nocturnos, mucho más de lo habitual para una historia de Doctor Who. Las secuencias en estudio se grabaron en octubre de 1978. El serial fue dirigido por Norman Stewart, que había dirigido Underworld un año antes. Este fue su último trabajo en el programa. Los actores que interpretaban a los Pantanosos se pintaron de verde con un tinte especial resistente al agua pedido desde Alemania. Sin embargo, los artistas de maquillaje se olvidaron de encargar el desmaquillante especial, lo que provocó que muchos de los actores tuvieran que tomarse baños químicos para quitarse el tinte verde, y muchos tuvieron un tono verde durante mucho tiempo después de que acabara la producción. El diseñador de vestuario rescató el abrigo gris del Doctor, que no se veía desde The Sun Makers, y le añadió cuatro patos volantes a las solapas. En esta época, el productor Graham Williams cayó enfermo, y su trabajo fue asumido por Anthony Read y el jefe de producción John Nathan-Turner, asistido por el productor de Blake's 7, David Maloney.